# Hans engelska fru
Hans engelska fru är en svensk dramafilm från 1927 i regi av Gustaf Molander.

## Om filmen
Filmen premiärvisades 17 januari 1927 på biograf Cosmorama i Göteborg. Den spelades in i Filmstaden Råsunda med exteriörer från Centralbadet i Stockholm och Alftafallen i Ljusnan av J. Julius och Åke Dahlqvist. Cathleen Pagets kamp för livet i de norrländska forsarna spelades in i Centralbadet i Stockholm, där ett par utombordsmotorer stod för forsandet. 
Håkan Westergren gjorde sin filmdebut i denna film.

## Rollista i urval
- Lil Dagover - Cathleen Paget, änka
- Urho Somersalmi - Birger Holm, träpatron
- Gösta Ekman - Ivor Willington
- Karin Swanström - Mrs Brock, Cathleens mor
- Håkan Westergren - Bruce Brock
- Brita Appelgren - Poppy Brock
- Stina Berg - Antje
- Margit Manstad - Faucigny
- Vilhelm Bryde - Lionel Jessop
- Margit Rosengren - Lilian
- Björn "Nalle" Halldén - Hovmästare på järnvägsrestaurangen
- Carl-Gunnar Wingård - Kypare på järnvägsrestaurangen
- Eric Gustafsson - Gäst på järnvägsrestaurangen
- Josua Bengtson - Tågutropare
- Ragnar Arvedson - Konstnär